# Dirphia avinapoana
Dirphia avinapoana is een vlinder uit de onderfamilie Hemileucinae van de familie nachtpauwogen (Saturniidae).
De wetenschappelijke naam van de soort is voor het eerst geldig gepubliceerd door Ronald Brechlin & Frank Meister in 2011.

## Type
- holotype: "male, 28.II.2006. leg. Horst Käch. Barcode: BC-RBP-5818"
- instituut: MWM, München, later ondergebracht in de ZSM, München, Duitsland.
- typelocatie: "Ecuador, Napo Province, Eastern Cordillera, Rio Hollin, 1300 m"